# .577 Tyrannosaur

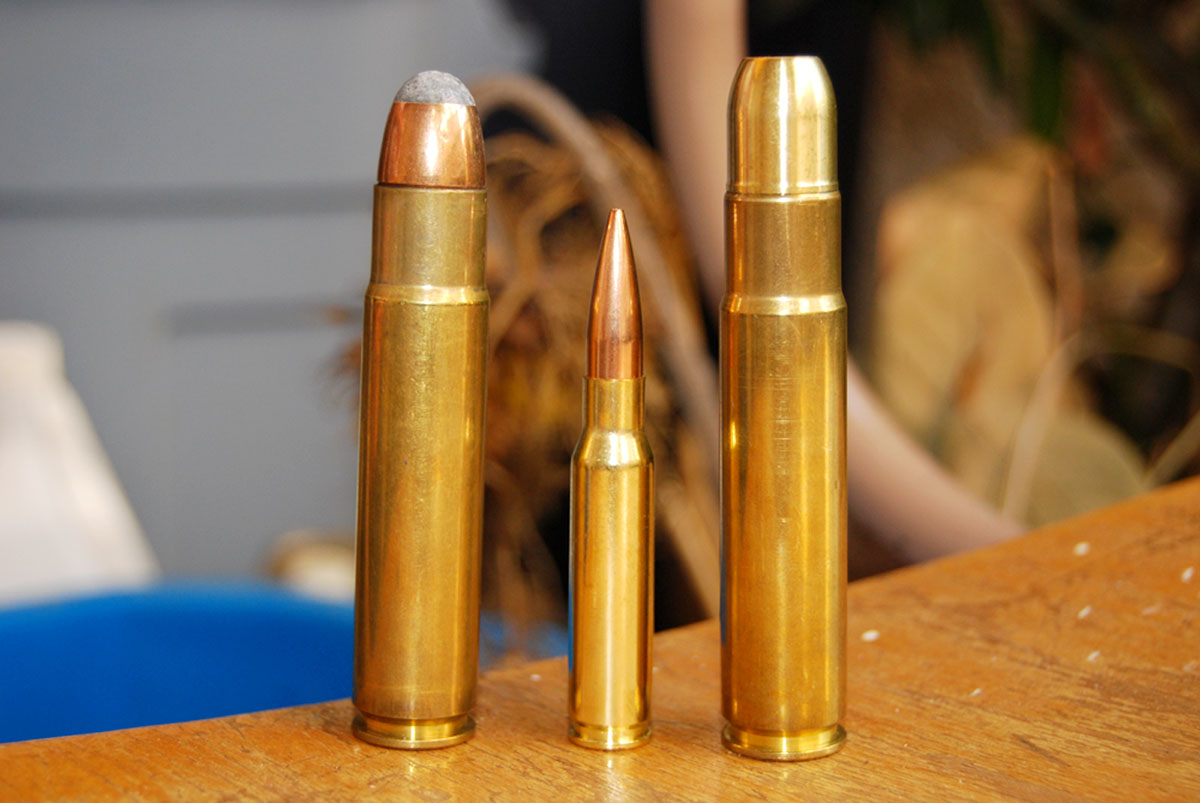
Två patroner .577 Tyrannosaur med en 7,62 × 51 mm NATO som jämförelse.

.577 Tyrannosaur är en storviltspatron som främst är avsedd för jakt efter elefant och afrikansk buffel. Patronen kom ut på marknaden 1993. Med 13 800 joule i utgångsenergi och en kulvikt på 48,6 gram (750 grain) tillhör den de kraftigaste patronerna på marknaden. Utgångshastigheten är cirka 760 meter/sekund.